# Градишка (Босния и Герцеговина)
Гради́шка (босн. Bosanska Gradiška, серб. Градишка / Gradiška, хорв. Bosanska Gradiška) — город в северо-западной части Республики Сербской (Босния и Герцеговина). Центр одноимённой общины и субрегиона на севере региона Баня-Лука.
Градишка находится на высоте 92 м над уровнем моря. В городе находится один из самых важных пограничных переходов в Республике Сербской. Община занимает Лиевчское поле и Подкозарье с площадью 762 км².
В Градишке училась в школе Лепа Радич, югославская партизанка, Народный герой Югославии.
В городе родился Васо Чубрилович.

## Население
Численность населения города по переписи 2013 года составляет 16 106 человек, общины — 56 727 человек.
По данным переписи 1991 года, в городе жило 16 841 человек, в том числе 42,68 % — боснийские мусульмане, 38,60 % — сербы, 10,61 % — югославы, 4,63 % — хорваты.